# Deuxième circonscription de Meskan et Mereko
La deuxième circonscription de Meskan et Mereko est une des 121 circonscriptions législatives de l'État fédéré des nations, nationalités et peuples du Sud, elle se situe dans la Zone Gurage. Son représentant actuel est Arjamo Beru Ergedo.